# Шиконе (Напуљ)
Шиконе је насеље у Италији у округу Напуљ, региону Кампанија.
Према процени из 2011. у насељу је живело 46 становника. Насеље се налази на надморској висини од 39 м.